# Maryhill Stonehenge

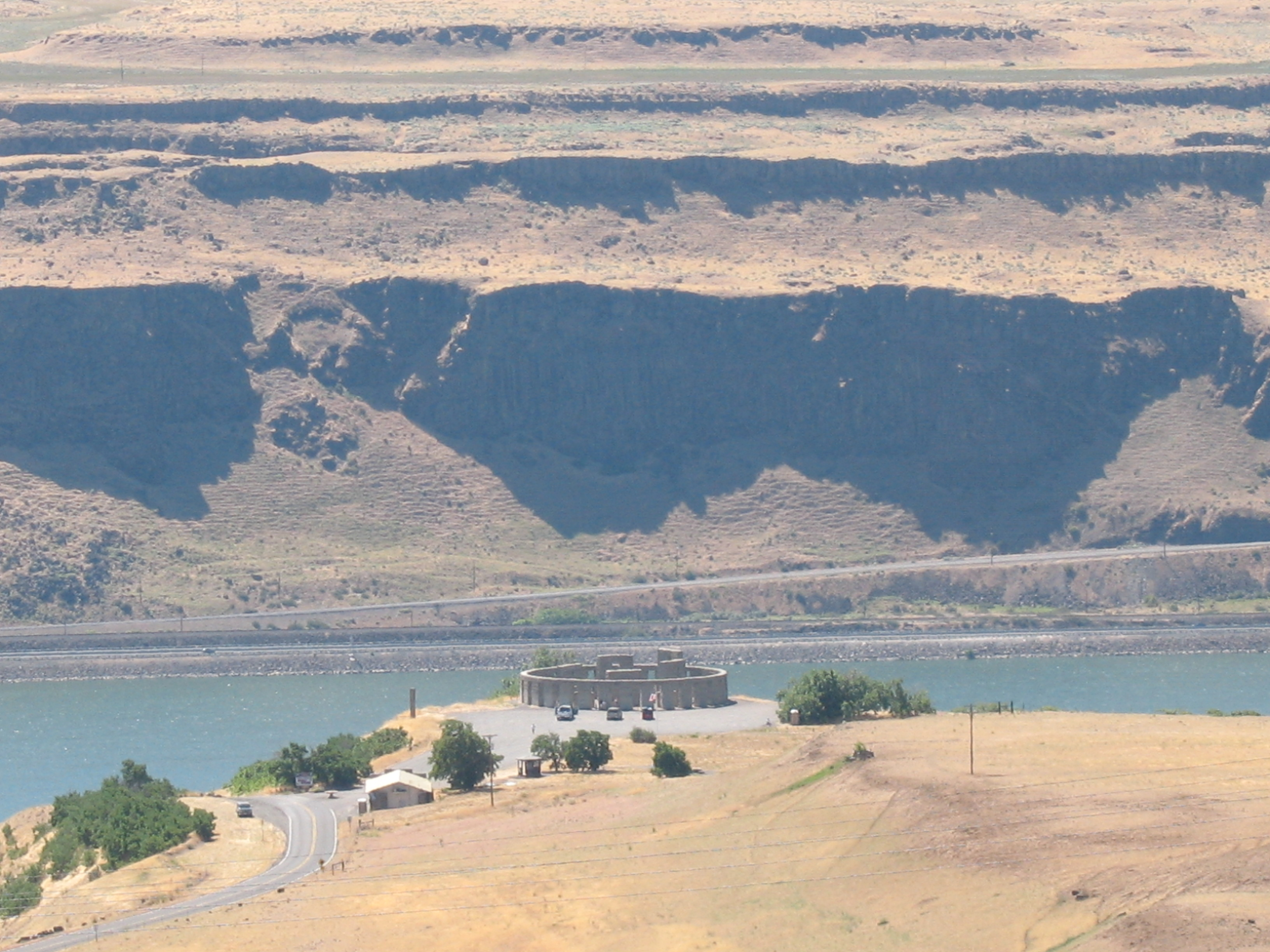
Maryhill Stonehenge am Columbia River, 2008

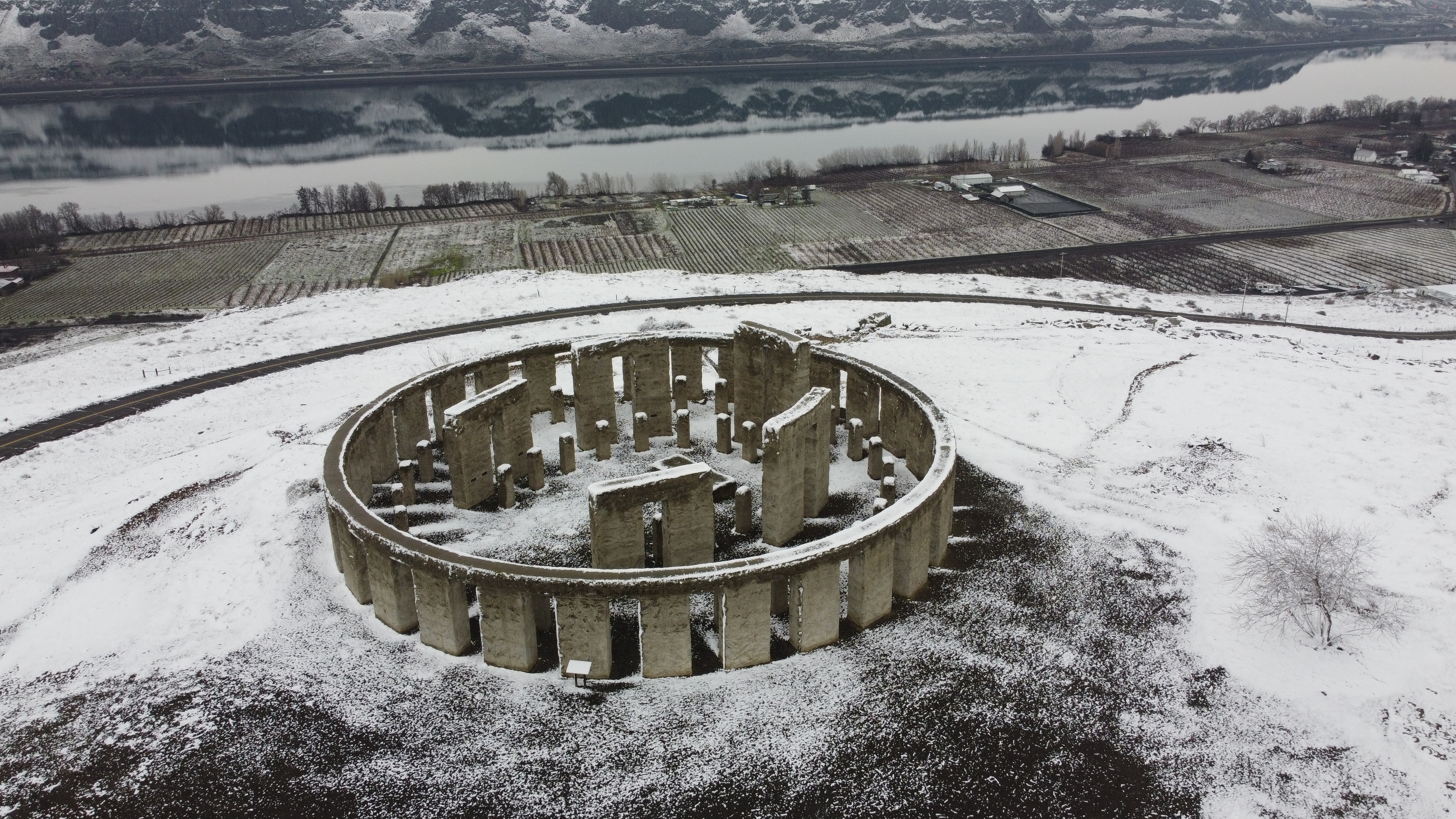
Das Monument im Winter 2023/2024, Luftaufnahme

Das als Maryhill Stonehenge oder Stonehenge Memorial bekannte Denkmal für die getöteten Soldaten des Ersten Weltkriegs, die aus dem Klickitat County im US-Bundesstaat Washington stammten, wurde im Jahr 1918 bereits vor Ende des Krieges, am Independence Day, dem 4. Juli, eingeweiht. Es ist eine aus Beton bestehende Nachbildung des britischen Stonehenge und steht im einstigen Ort Maryhill am Nordufer des Columbia River. Sein Initiator und Finanzier war der Unternehmer Samuel Hill (1857–1931).
Hill, ein Quäker, glaubte, in Stonehenge seien Menschenopfer dargebracht worden. Er wollte mit seinem Monument der Soldaten gedenken, die dem „Kriegsgott“ zum Opfer gefallen waren. Ursprünglich stand das Bauwerk mitten in Maryhill, das jedoch von einem Großbrand vollständig zerstört wurde. 1929 konnte das Bauwerk erneut eingeweiht werden.
In der Widmung heißt es pathetisch: „In memory of the soldiers of Klickitat County who gave their lives in defense of their country. This monument is erected in the hope that others inspired by the example of their valor and their heroism may share in that love of liberty and burn with that fire of patriotism which death can alone quench.“ (‚In Erinnerung an die Soldaten des Klickitat County, die ihr Leben für die Verteidigung ihres Landes gaben. Dieses Denkmal ist errichtet in der Hoffnung, dass andere vom Beispiel ihres Muts und ihrer Heldenhaftigkeit angeregt ihre Freiheitsliebe teilen und im Feuer jener Vaterlandsliebe brennen, das nur durch den Tod gelöscht werden kann‘).
Heute ist das Bauwerk Teil des Maryhill Museum of Art, zu dem weitere Kriegerdenkmäler für den Zweiten, den Korea- und den Vietnamkrieg zählen, ebenso wie eine von Hill gebaute Straße oder der Columbia Hills State Park mit indianischen Petroglyphen. Des Weiteren zählen dazu der Dalles Mountain Ranch State Park und der Maryhill State Park.